# Poiana Măgura
Poiana Măgura (węg. Magurahegy) – wieś w Rumunii, w okręgu Sălaj, w gminie Sărmășag. W 2011 roku liczyła 3 mieszkańców.